# Wikipedia en árabe
Wikipedia en árabe (en árabe: ويكيبيديا العربية [Wīkībīdyā al-ʿArabiyya] o ويكيبيديا، الموسوعة الحرة [Wīkībīdyā, al-Mausūʿa al-Ḥurra]) es la edición en idioma árabe de Wikipedia que recibe 1.81 % de los visitantes del proyecto global. Inició en 9 de julio de 2003 y en julio de 2015 alcanzó los 374 816 artículos, con páginas totales de 2 278 523, lo cual la colocó en el vigesimosegundo puesto por número de artículos y el tercer puesto por profundidad en la estadística entre las distintas versiones por idiomas de esta enciclopedia digital en línea. La Wikipedia en árabe contiene 2 699 971 usuarios registrados, incluyendo 3752 usuarios activos, 25 bibliotecarios y 54 631 archivos locales. El 79.2 % de los usuarios activos residen en el mundo árabe, mientras el 20.8 % en los países no árabes.
El diseño de esta Wikipedia difiere de otras, ya que el árabe se escribe de derecha a izquierda, mientras las otras Wikipedias se escriben de izquierda a derecha (aunque esto no es exclusivo de arwiki, pues la Wikipedia en hebreo también tiene este tipo de escritura).
Arabia Saudita es el país con mayor número de voluntarios (con el 23.5 % de las ediciones), seguida por Egipto (19.8 %), Marruecos  (7.9 %), Argelia (7.5 %), Irak (4.7 %), Jordania (4.1 %),  los Territorios Palestinos (3.8 %), Túnez  (3 %), los Emiratos Árabes Unidos (2.7 %), Israel (2.6 %), Kuwait (2.3 %), los Estados Unidos (2.0 %), Yemen (1.7 %), Catar (1.6 %), Libia (1.3 %), el Líbano (1.2 %), Sudán (1.2 %), Omán (1 %), Turquía (0.8 %), Canadá (0.8 %), Baréin (0.7 %), el Reino Unido (0.6 %), Suecia (0.5 %) y otros (4 %).

## Fechas clave de la Wikipedia en árabe
- Septiembre de 2001: La idea de una Wikipedia en árabe fue iniciada.
- Julio de 2003: La operación de la Wikipedia en árabe era entregada a los bibliotecarios árabes.
- 25 de diciembre de 2005: Alcanzó los 10 000 artículos.
- El primer bibliotecario árabe fue asignado.
- 7 de febrero de 2004: El primer artículo de wikipedistas árabes fue creado.
- 7 de diciembre de 2007: El número de usuarios registrados llegó  al 100 000.
- 31 de diciembre de 2007: Alcanzó los 50 000 artículos.
- 30 de agosto de 2008: Llegó al artículo 75 000.
- 23 de mayo de 2009: Llegó al artículo 100 000.
- 27 de julio de 2011: Alcanzó los 150 000 artículos .
- 21 de octubre de 2012: Alcanzó los 200 000 artículos.
- 18 de agosto de 2013: El número de usuarios registrados llegó  al 660 000.
- 31 de agosto de 2013: Alcanzó los 13 000 000 ediciones.
- 6 de diciembre de 2013: Alcanzó los 250 000 artículos.
- 13 de julio de 2013: Alcanzó los 16 000 000 ediciones.
- 5 de agosto de 2014: Alcanzó los 300 000 artículos.
- Febrero de 2015: Alcanzó los 350 000 artículos.
- 1 de julio de 2015: Wikipedia en árabe alcanzó el puesto 22.º con 374 000 artículos.
- 6 de marzo de 2017: Alcanzó los 400 000 artículos.
- 13 de septiembre de 2018: Alcanzó los 600 000 artículos.